# 天心阁

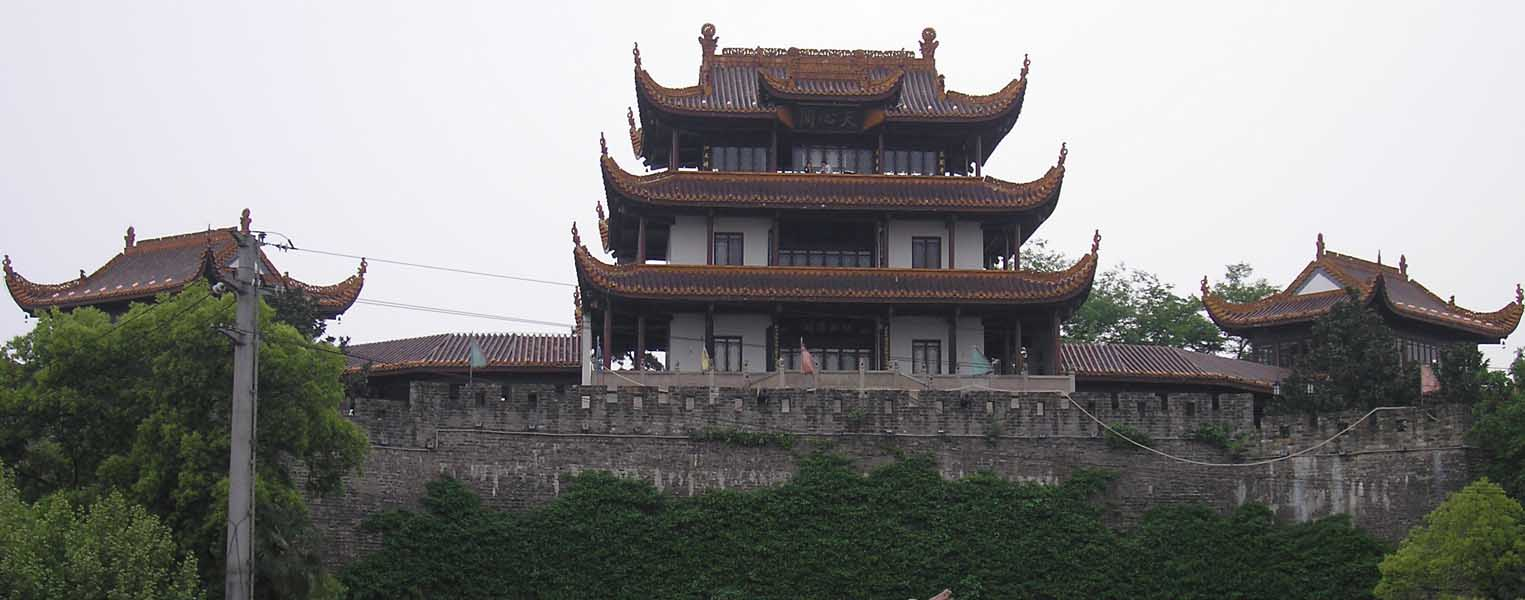
2006年天心阁

天心阁，原名天星阁，坐落在中国湖南省长沙市天心区城南，地处贺龙体育文化中心西北面，紧邻蔡锷南路和城南路，阁楼与城墙、天心公园及其他建筑融为一体，为长沙重要古建筑之一。

## 名称
天心阁原名“天星阁”，其名源于明代盛传的“星野”之说，按星宿分野，“天星阁”正对应天上“长沙星”而得名，因此这里曾是古人观测星象、祭祀天神之所，加之古阁位于古城长沙地势最高的龙伏山颠，被古人视为呈吉祥之兆的风水宝地，人们多愿在此祈福消灾、强世兴家。后改名，阁名引《尚书》“咸有一德，克享天心”之意得名。

## 古城墙
长沙城的城墙在辛亥革命以后随城区修筑环城公路相继拆除，仅存今天心阁古城墙部分。现城墙长226.2米、高13.4米、顶部宽6.1米，占地总面积5125平方米，1983年湖南省政府和长沙市政府拨款全面修复。1993年4月，以“天心阁古城墙”之名被定为湖南省文物保护单位。2013年，中国国务院将“天心阁古城墙”列入第七批全国重点文物保护单位（古建筑）。
城墙原为土筑。明朝洪武年间，长沙守御指挥邱广营营建长沙城垣，将元朝土筑城墙全部改为石基砖砌。明朝末期，张献忠攻打长沙时城墙遭到破坏。清朝顺治十一年（1654年），洪承畴驻节长沙，拆运明藩王府砖石修复城墙；咸丰十二年（1852年）太平天国军攻打长沙以后，抚台骆秉章、刘坤等人先后重修，加固天心阁古城墙，并于此处设炮台9处，增建月城，城墙变为半环拱式内双城格局。

## 阁楼
天心阁阁楼始建年代不详。清朝雍正十一年（1733年）《湖广通志》的长沙府城图，标有天心阁。清乾隆十二年（1747年）《长沙府志》有“天心阁在旧南门上，旧为昭勋亭，今存遗址”的记载。清同治二年（1863年），巡抚恽世临、李翰章扩建天心阁，“增五丈，广倍之”。清朝李绍隽有“城南耸高阁，直与丹霄薄，插顶上天门，扪着星斗落”的诗句。1924年，赵恒锡主湘，对阁宇进行全面整修，增建轩、廊与主楼相连，并以阁为主体辟公园。1938年，天心阁内建筑毁于文夕大火。

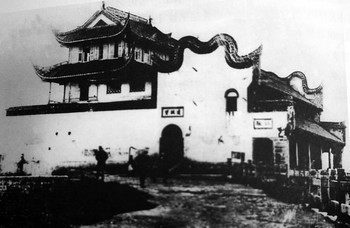
20世纪上半叶的老天心阁

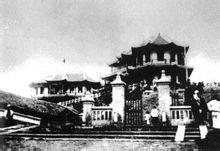
文夕大火前的天心閣（李銳留）

自清乾隆以来，长沙地方志皆有天心阁的记载。清同治《善化县志》记载：天心阁为供奉文昌帝君与奎星像之处。李汪度的《重修天心阁记》“上建天心、文昌二阁，以振其势，后乃额‘天心’于文昌而省其一焉。”由此可见，天心阁初为文化祭祀性建筑。至后来，天心阁与长沙的城南书院关系密切，曾为城南书院所辖，其建筑为城南书院建筑群的一部分。1985年，在天心阁城墙西麓基建工地出土的“城南书院界碑”一通，证明了志记载的属实。清咸丰二年（1852年），太平军攻打长沙时，此处曾一度成为长沙官府的军事防御重地。1905年，长沙成立中国同盟会湖南分会时，首任会长禹之谟曾设立办事处于天心阁内。1911年广州起义前夕及湖南光复前，刘文锦、陈作新等先后在天心阁内密谋议事。1930年7月31日，彭德怀将军率领红军攻打长沙曾在天心阁向红军作报告。1938年，文夕大火烧毁城墙及楼阁。
中华人民共和国成立以后，长沙市府开辟出天心公园，并置茶室，供游人小熄。1982年，市府决定复修，1983年动工修建，1984年11月全面竣工，12月1日举行落成仪式。重建的天心阁主体建筑面积846平方米。其中主阁仍沿旧制，均为三层。栗瓦石栏，檐牙高啄，高14.6米。左右增建游廊连接二副阁。全阁系钢筋混凝土及其他材料构成，气势恢宏，为长沙重要的人文景观。2013年，国务院将其列入全国重点文物保护单位。

## 公园

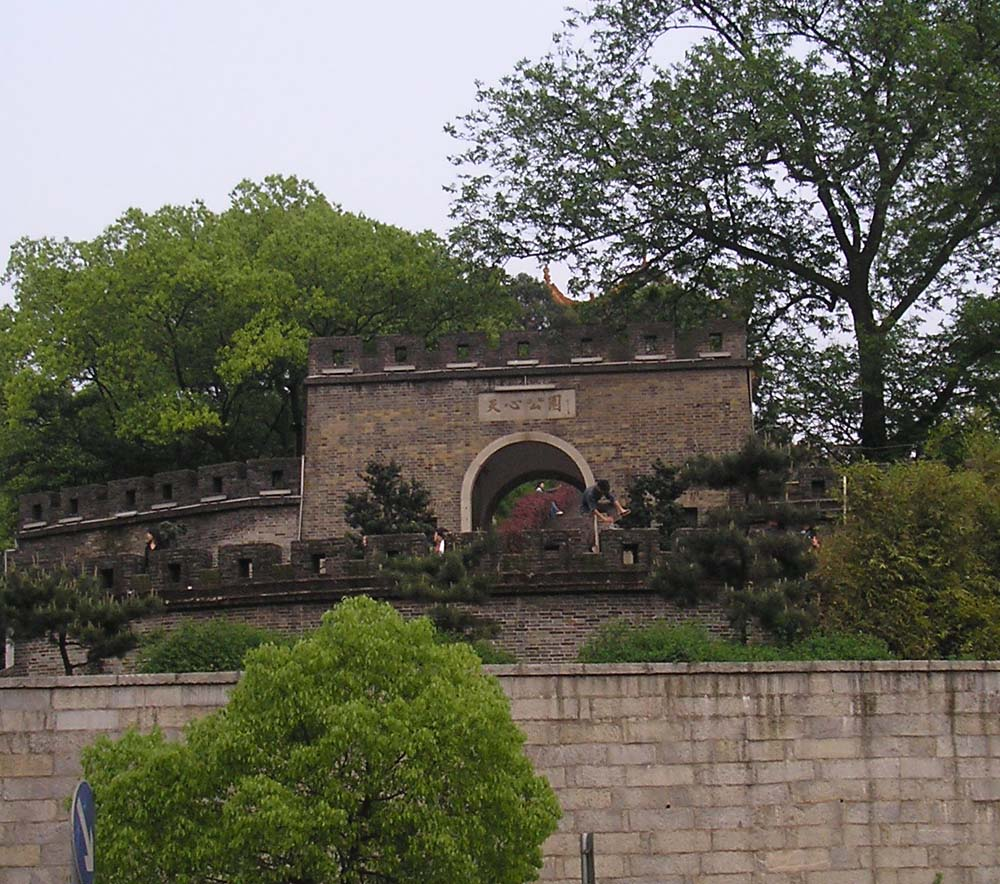
天心公园

天心公园占地面积约3公顷，为古典园林袖珍公园。分为历史文化区、休闲区二部分，主要包括古城墙、天心阁主建筑、茶楼、凉亭、假山和游乐设施构成。根据2006年新的规划，扩建后的天心公园东起建湘路，南临城南路，北向人民路，西接蔡锷路，总面积8.82公顷。 
天心公园也是戏迷聚集之地。早上、白天均有中年、老年人戏迷聚集于凉亭、小山一带演唱、交流。

### 崇烈塔

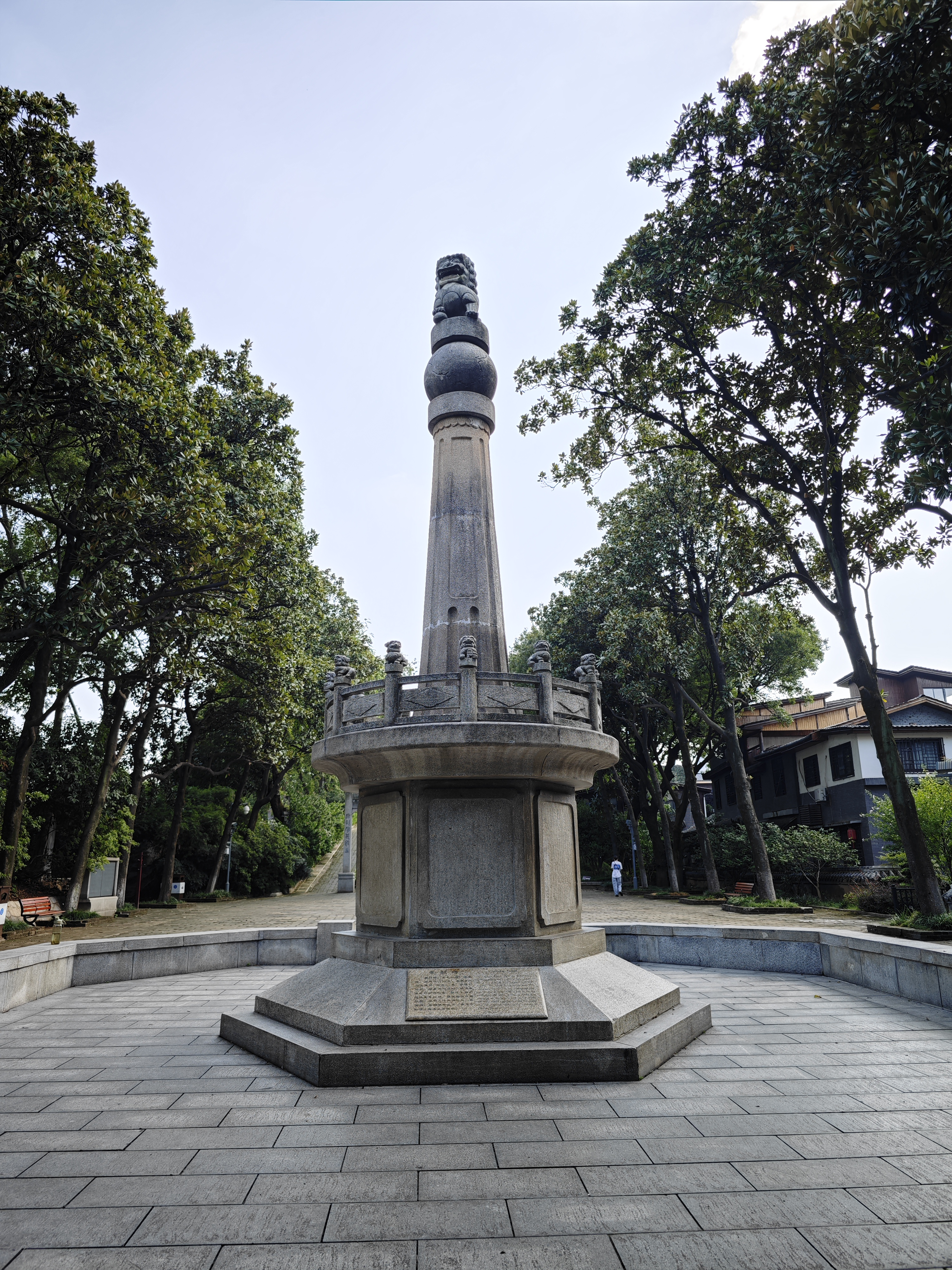
崇烈塔

崇烈塔，又名白塔、守望塔，始建于1946年，1946年为纪念抗日阵亡将士所建。塔高6.6米，全麻石结构，塔基为六边形，塔身由圆盘和石柱构成，圆柱上端的圆球寓意地球，球面刻有中国地图，球的上方立有一头石狮。

### 崇烈门

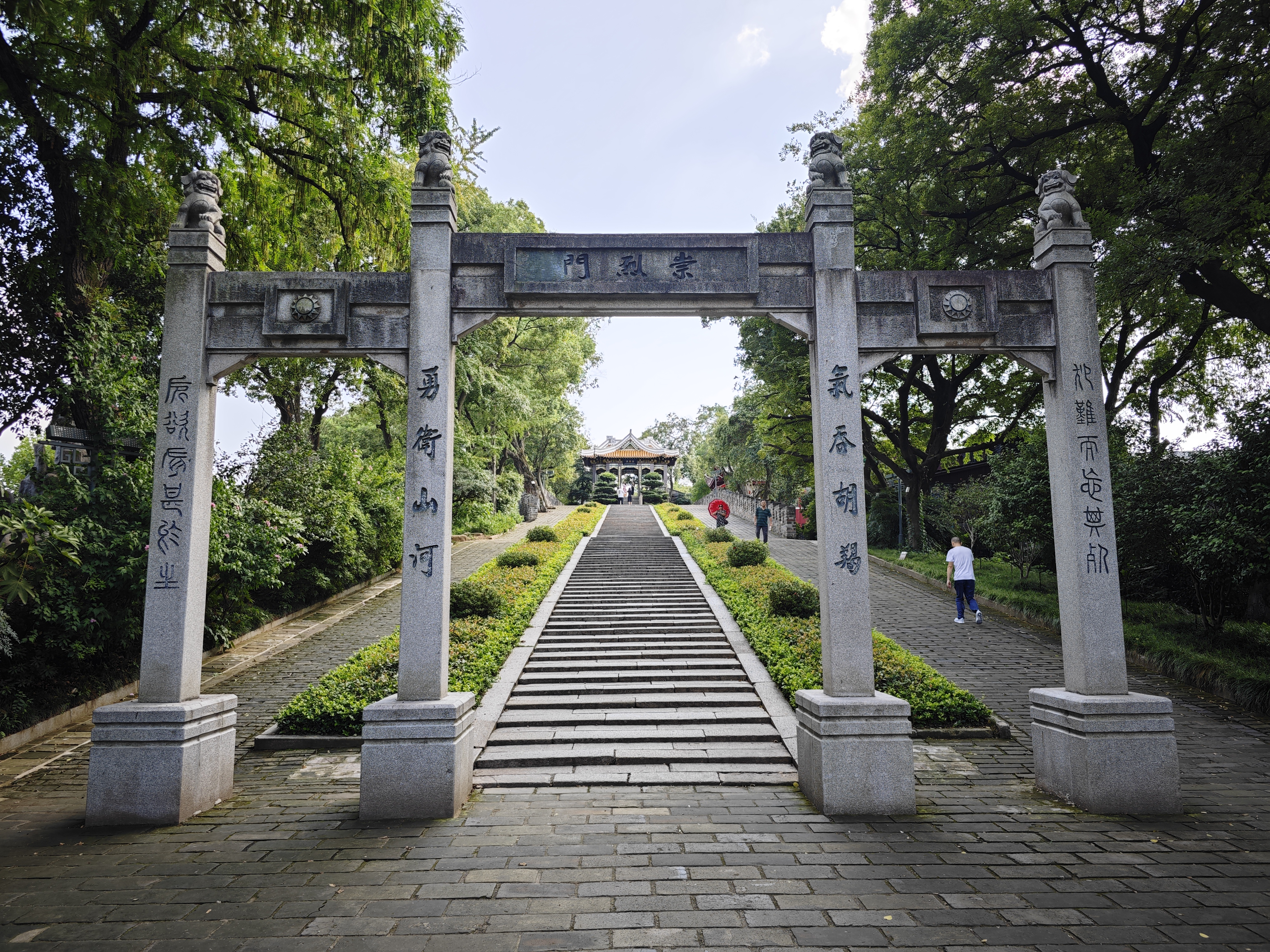
崇烈门

崇烈门，1946年为纪念抗日阵亡将士所建，为牌坊式建筑，由蒋介石、陈诚、张治中捐赠。门宽8.5米，高5.9米，花岗岩结构。两对门柱分别刻有对联“氣吞胡羯，勇衛山河”和“犯難而忘其死，所欲有甚於生”。该门在文化大革命中被毁，2006年重建。

### 崇烈亭

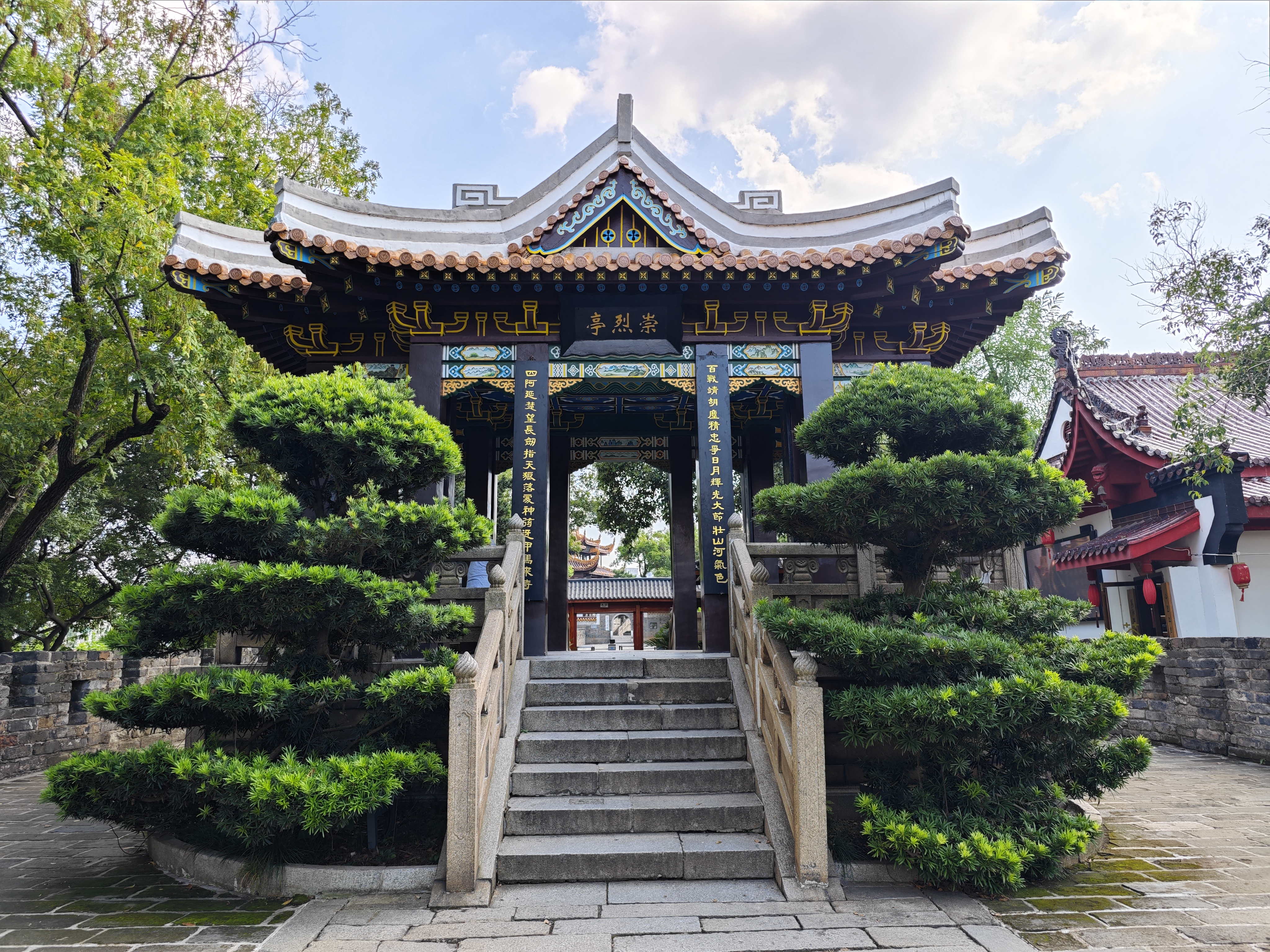
崇烈亭（2023）

崇烈亭又名“入胜亭”，1946年为纪念抗日阵亡将士所建。曾有联曰：“有亭冀然，览风物睹江流之胜；是真勇者，执干戈为社稷而亡”。该亭为十六柱斗拱状，建八角歇山顶，石台阶有护栏，为登天心阁必经之处。
亭上曾有楹联为“天若有情天亦老，心到无私心自宽”，横批“天心”。现已更换为“百战靖胡尘，精忠争日月辉光，大节壮山河气色；四阿延楚望，长剑指天狼落处，神弦迓甲马来时”（民国时期湖南大学教授徐桢立撰写），横批亦更换为牌匾“崇烈亭”。

### 太平军魂雕塑

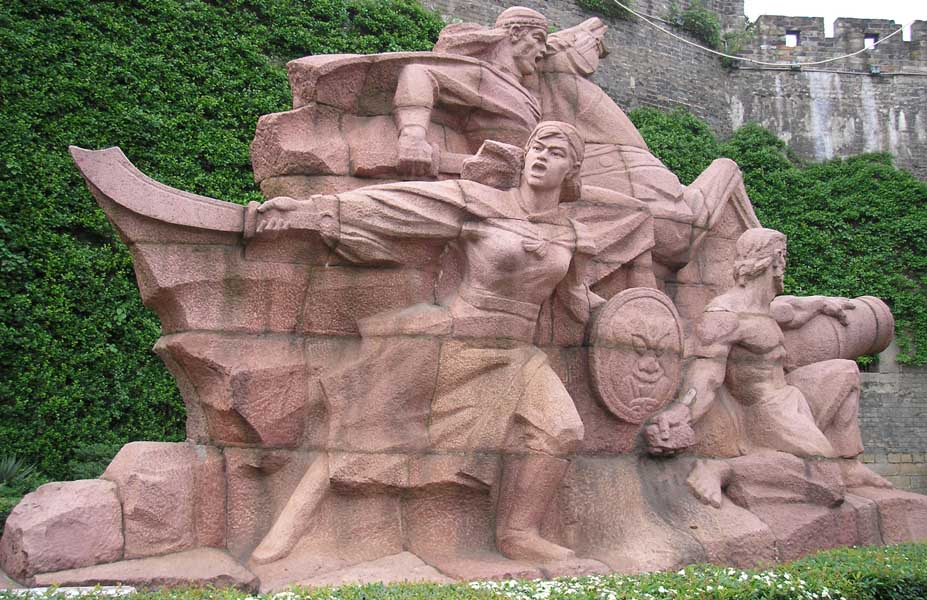
太平军魂群雕

1852年西王萧朝贵率太平天国农民军攻打长沙，与清军鏖战，中弹殉难于天心阁，太平军以失败而告终。该雕塑再现了当时战斗的情景，为长沙少有的群体雕塑。塑像重100吨，占地54平方米，用四川将军花岗岩石制作。

## 重修天心阁记
- 郭嵩涛《重修天心阁记》
- 李汪度《重修天心阁记》